# Ktisis
 (janvier 2025).
Aux époques de la Grèce antique et de la Rome antique, la ktisis (κτίσις) indique la fondation d'une polis ou d'une ville.
Dans l'art byzantin, Ktisis est une figure féminine ornée de bijoux qui personnifie « l'acte du don ou de la fondation généreuse » (the act of generous donation or foundation).
|  |  |

Dans la Bible, la ktisis renvoie à la notion de création ou du résultat de cette création,.